# Mahmud Gibril
Maḥmūd Jibrīl (in arabo محمود جبريل‎?; Beida, 28 maggio 1952 – Il Cairo, 5 aprile 2020) è stato un politico libico, a capo fino al 23 ottobre del 2011 del governo provvisorio del Consiglio nazionale di transizione libico, organismo formatosi durante la "rivoluzione del 17 febbraio" che si propone come “unico rappresentante del popolo libico”.
Apparteneva alla tribù libica più numerosa: i warfalla.

## Biografia
Nato a Bani Walid, conseguì nel 1975 la laurea in scienze economiche e scienze politiche presso l'Università del Cairo e quindi nel 1980 un master in scienze politiche presso la Università di Pittsburgh, in Pennsylvania.
Organizzò le prime due conferenze di formazione nel mondo arabo negli anni 1987 e 1988. In seguito rilevò gestione e amministrazione dei programmi di formazione per la gestione direzionale in diversi paesi tra i quali Egitto, Arabia Saudita, Libia, EAU, Kuwait, Giordania, Bahrain, Marocco, Tunisia, Turchia e Regno Unito.
Fu anche un collaboratore di Gheddafi, ricoprendo la carica pubblica di presidente dell'Ufficio per lo sviluppo economico nazionale fino all'inizio del 2011.
Il 23 marzo del 2011 il Consiglio nazionale di transizione nominò Jibril primo ministro ad interim del governo transitorio, carica che egli lasciò il 23 ottobre 2011; gli subentrò ad interim Ali Tarhuni.
Nel 2012 divenne leader dell'Alleanza delle Forze Nazionali.
È scomparso nell'aprile 2020 all'età di 67 anni a seguito della pandemia di COVID-19.